# فریتز پاپ
فریتز پاپ (انگلیسی: Fritz Popp؛ زادهٔ ۲۰ نوامبر ۱۹۴۰) بازیکن فوتبال اهل آلمان است.
از باشگاه‌هایی که در آن بازی کرده‌است می‌توان به باشگاه فوتبال نورنبرگ اشاره کرد.